# Servizio di polizia scientifica

Un furgone degli anni sessanta, per i fotorilevamenti in esterna

Prima foto segnaletica di Bernardo Provenzano.

Ultimo identikit, eseguito nel 2005.

Foto segnaletica di Bernardo Provenzano, eseguita dopo la cattura, l'11 aprile 2006.

Distintivo ricamato per camice da lavoro.

Il servizio di polizia scientifica è un'articolazione della Polizia di Stato italiana, specializzato nelle investigazioni tecniche e scientifiche nei campi della chimica, biologia e della fisica, oltre all'ausilio tecnico per le investigazioni tradizionali.

## Storia
Ha origine nel 1902, quando il Prof. Salvatore Ottolenghi fondò in Italia la Scuola superiore di polizia scientifica.
Nell'ottobre 2021 Servizio Polizia scientifica, fino ad allora all'interno della Direzione centrale anticrimine, passa alle dipendenze della neo costituita Direzione centrale per la Polizia scientifica e la Sicurezza cibernetica.

## Organizzazione e struttura
A livello centrale, il servizio di polizia scientifica è organizzato in una sede direzionale ubicata a Roma e in numerose strutture periferiche con vari livelli di competenze, che coprono in modo capillare tutto il territorio nazionale.

### Articolazione regionale
A livello regionale, vi sono 14 Gabinetti Interregionali e Regionali di Polizia Scientifica, istituiti presso le sedi di Ancona, Bari, Bologna, Cagliari, Catania, Firenze, Genova, Milano, Napoli, Padova, Palermo, Reggio Calabria, Roma, Torino.

### Articolazione provinciale
A livello provinciale, vi sono 92 Gabinetti Provinciali di Polizia Scientifica, istituiti in ogni questura e inseriti nelle Divisioni anticrimine ed hanno specifica competenza ad effettuare il sopralluogo di polizia scientifica e il fotosegnalamento. Possono effettuare la documentazione foto, video, audio nei servizi investigativi e in quelli di ordine pubblico. L'attività dei predetti, ove necessario, è coordinata dai dirigenti dei gabinetti interregionali, i quali intervengono direttamente per dirigere il sopralluogo in caso di delitti di particolare gravità, disastri e calamità naturali.

### I distaccamenti presso i commissariati
Infine, vi sono 194 Posti di Segnalamento e Documentazione dislocati presso i commissariati di pubblica sicurezza particolarmente impegnati nel contrasto alla criminalità e nella tutela dell'ordine pubblico. Essi hanno competenza ad effettuare il sopralluogo tecnico (esame della scena del crimine) ed il fotosegnalamento delle persone, mediante la compilazione dei documenti segnaletici come il cartellino, il foglietto dattiloscopico o la scheda palmare.

### Centro elaborazione dati
L'istituzione di un Centro elaborazione dati ha permesso di realizzare i sistemi informativi necessari per l'automazione e la gestione delle complesse attività di competenza, consentendo al Servizio di diventare un riferimento informatico per la Direzione centrale anticrimine. L'infrastruttura hardware del Centro elaborazione dati è formata da sistemi operanti in ambiente Unix e Windows con l'architettura di rete basata su protocolli standard (TCP/IP). Tra le attività del centro possiamo elencare la realizzazione e la gestione dell'Afis, del sistema di sicurezza del circuito d'emissione della carta d'identità elettronica e dell'IBIS.
Presso il Centro elaborazione dati è stato progettato il sottosistema per l'identificazione personale tramite impronte digitali: lo SPAID.

## Competenze
- il segnalamento fotodattiloscopico, ovvero la fotografia di fronte e di profilo con il prelevamento delle impronte digitali ai criminali, ai sospettati e agli extra-comunitari che chiedano un permesso di soggiorno;
- il sopralluogo di polizia scientifica;
- la ricostruzione tridimensionale della dinamica dell'evento criminale con tecniche di realtà virtuale (Progetto RitriDec);
- l'analisi criminale al fine dell'individuazione del profilo dell'autore di omicidi efferati e/o ad opera di serial killer (UACV);
- l'applicazione dei metodi della psicologia e della criminologia alla criminalistica (la cosiddetta profilazione criminale);
- la documentazione foto-video-audio nei servizi investigativi ed in quelli di ordine pubblico;
- il disegno del volto (identikit) al fine dell'identità;
- l'esaltazione di impronte papillari latenti;
- le indagini grafiche;
- il falso nummario;
- le indagini balistiche;
- la rigenerazione dei numeri di matricole abrase;
- l'esame dei documenti;
- l'esame speditivo, qualitativo e quantitativo delle droghe;
- analisi inerenti residui di incendi ed esplosioni;
- indagini di genetica forense - test del DNA eseguito con tecnica PCR.
- indagini di biologia forense per il riconoscimento dei pollini, dei vegetali, e del DNA di animali domestici, come cani e gatti

## Formazione e didattica
La Sezione cura l'organizzazione e lo svolgimento dei corsi di specializzazione in polizia scientifica, per il conseguimento della qualifica di "videofotosegnalatore" e "dattiloscopista", riservati al personale della Polizia di Stato.
Si occupa anche di promuovere corsi di formazione ed aggiornamento, destinati a personale appartenente a forze di polizia di altri Paesi, predisponendo programmi didattici inerenti alla criminalistica. La Sezione gestisce inoltre una biblioteca specialistica che conta circa tremila volumi.

## Attività

### Laboratorio fotografico
Si occupa della riproduzione dei cartellini segnaletici e degli adesivi con le impronte digitali, nonché della documentazione fotografica delle impronte latenti evidenziate con metodi fisici e chimici. Il laboratorio fotografia speciale, invece, sperimenta nuovi sistemi da impiegare per l'identificazione della persona sia a fini preventivi che giudiziari ed è specializzato nell'impiego di particolari tecnologie strumentali che consentono di effettuare le riprese video in ogni condizione di luce e di ambiente.

### Identità preventiva
La Sezione comprende il Casellario centrale d'identità, il più consistente archivio di dati personali della Direzione centrale anticrimine, al quale pervengono i cartellini fotosegnaletici redatti dalla Polizia di Stato, dall'Arma dei Carabinieri, dalla Guardia di Finanza e, tramite Interpol, dalle polizie straniere. Per la gestione dei cartellini fotosegnaletici archiviati, che attualmente sono circa 12,5 milioni, il Casellario centrale d'identità si avvale del sistema automatico di riconoscimento delle impronte, AFIS, che consente di memorizzare le fotografie, le immagini delle impronte digitali e i dati anagrafici e biometrici delle persone sottoposte a rilievi.

### Identità giudiziaria
La Sezione provvede all'identificazione degli autori di reato attraverso i frammenti di impronte, digitali o palmari, rilevati sulla scena del crimine. Dopo il giudizio di utilità degli stessi, infatti, si procede al confronto: per iniziativa, per esclusione o per sospetto, con le impronte delle persone segnalate dagli investigatori. Le ricerche vengono effettuate, oltre che per confronto diretto delle morfologie generali e particolari di ogni singolo frammento, anche con l'ausilio di sofisticate tecnologie informatiche collegate tra i vari Gabinetti Interregionali e con la Direzione Anticrimine Centrale (DAC). Inserendo i dati nel detto sistema denominato AFIS "Automatic Fingerprint Identification System", il quale fornisce un raggio di ricerca più ristretto agli operatori scientifici "Dattiloscopisti", essi, dopo laboriose analisi dattiloscopiche riescono ad attribuire la paternità dei frammenti di impronte, dando molto spesso un nome all'autore del delitto.

### Identificazione delle impronte digitali
L'AFIS, acronimo di Automatic Fingerprint Identification System, è un sistema specializzato in grado di svolgere tutte le attività necessarie per l'accertamento dattiloscopico dell'identità. Il sistema, infatti, acquisisce e memorizza i cartellini fotosegnaletici, li classifica, rileva e codifica i punti caratteristici e, infine, confronta le impronte inserite con quelle di tutti i cartellini archiviati nel casellario centrale di identità. Come risultato di tutte queste elaborazioni l'AFIS fornisce una lista dei probabili candidati che sarà poi verificata dai dattiloscopisti. I frammenti di impronta giudicati utili ma non identificati rimangono nella memoria del sistema e riaffiorano se si riscontrano sufficienti corrispondenze di dettaglio con frammenti inseriti successivamente.